# 雨森文也
雨森 文也（あまもり ふみや、1959年12月16日 - ）は、日本の合唱指揮者。岐阜県出身。日本合唱指揮者協会会員。
現在11団体の常任指揮者・音楽監督をつとめ、国内外のコンクール等で高い評価を受けている他、コンクールの審査員や各種講習会の講師なども積極的に務める。

## 来歴
岐阜県立大垣東高等学校を経て名古屋大学経済学部卒業。卒業論文は「ウラディミール・ホロヴィッツのピアノ演奏について」。銀行へ12年間勤務の後、1997年（平成9年）より合唱指揮者として独立する。指揮法を黒岩英臣、ピアノを立川のぶみに師事。独立後も拠点は岐阜県に置いている。
1982年（昭和57年）、大垣東高合唱部の卒業生を中心に合唱団MIWO（みお）を結成、同団を指揮して1992年（平成4年）の第45回全日本合唱コンクール全国大会一般部門で金賞及びコンクール大賞を受賞、以後5年連続金賞を受賞し、うち最高賞である文部大臣奨励賞3回（92，95，96年）受賞。また、95年には、カワイ奨励賞受賞。MIWOを退団後の1998年（平成10年）、東京でCANTUS ANIMAE（カントゥス・アニメ）の結成に参画、同団を指揮して1999年（平成11年）の第52回全日本合唱コンクール全国大会一般部門で金賞を受賞、以後2018年までに金賞14回、うち文部科学大臣奨励賞5回（05，06，13，14，17年）受賞、2002年（平成14年）には世界合唱オリンピックに出場し、宗教音楽部門で金賞受賞、混声室内合唱部門で金賞、オリンピックチャンピオンを受賞した。この間、他の合唱団でも全日本合唱コンクール等で数多くの入賞に導く。

## 音楽・エピソード
MIWOの結成後はピアノ伴奏つき邦人曲を取り上げていたが、音楽学者の皆川達夫が「ポリフォニーはお習字でいえば楷書です。まず合唱団は楷書を勉強してください。」と語った言葉に深く共鳴した雨森は、モンテベルディなどルネサンス期の作品を多く取り上げ、雨森が合唱界で頭角を現すきっかけとなった。ANIMAEでも団員からの「（雨森の）好きなことをやっていい」との提案に対し、結成初年度の演奏会ではプログラムを全てルネサンス・ポリフォニーとした。
選曲については「自分が心底惚れた曲だけを演奏する」姿勢を徹底する。「何とかこの曲のすばらしさを伝えたいという想いをもって演奏すれば、きっと何かが伝わると思うのです。それは、合唱団員に対しても同様です。指揮者が心からその曲に惚れていれば、その想いは歌い手にも大いなる共感となって伝わり、ひいては感動的な演奏として聴き手に伝わるのではないでしょうか」と雨森は説く。
1998年の第51回全日本合唱コンクール全国大会で合唱団まりもあを指揮し、一般部門Bグループで金賞を受賞。全日本合唱連盟に「おかあさん」で登録している合唱団が全国大会で金賞を受賞したのは史上初のことであり、2018年終了時点でも唯一の事例である。もっとも雨森自身は三善晃が唱えた「おかあさんコーラスという言葉に音楽的な意味はありません」という言葉に共鳴していて、「私はそもそも「おかあさんコーラス」という言葉自体があまり好きではありません。（中略）どうしても一段高いところから見下ろしているような響きを感じてしまうからです。」「すべての女性が、分け隔てなく女声合唱という音楽に集ってこそ音楽的に意味ある営みがなされる」というスタンスで女声合唱に向き合っている（「まりもあ」はその後解散し、年齢・方向性により三つの女声合唱団に再編成されている）。